# Gonomyia (Leiponeura) calverti pleurotaeniata
Gonomyia (Leiponeura) calverti pleurotaeniata is een ondersoort van de tweevleugelige Gonomyia (Leiponeura) calverti uit de familie steltmuggen (Limoniidae). De ondersoort komt voor in het Neotropisch gebied.